# Revolution DNA
Revolution DNA peti je studijski album grčkog simfonijskog death metal-sastava Septic Flesh. Diskografska kuća Holy Records objavila ga je 11. listopada 1999.

## Popis pjesama
Tekstovi: Sotiris V.. 
| 1.    | »Science«                      | Sotiris V., Spiros A. | 4:23 |
| 2.    | »Chaostar«                     | Sotiris V.            | 5:11 |
| 3.    | »Radioactive«                  | Sotiris V.            | 3:07 |
| 4.    | »Little Music Box«             | Spiros A.             | 5:30 |
| 5.    | »Revolution«                   | Sotiris V.            | 4:07 |
| 6.    | »Nephilim Sons«                | Sotiris V.            | 5:16 |
| 7.    | »DNA«                          | Sotiris V.            | 3:19 |
| 8.    | »Telescope«                    | Sotiris V.            | 4:19 |
| 9.    | »Last Stop to Nowhere«         | Chris A.              | 5:38 |
| 10.   | »Dictatorship of the Mediocre« | Spiros A.             | 4:16 |
| 11.   | »Android«                      | Spiros A.             | 5:52 |
| 12.   | »Arctic Circle«                | Sotiris V.            | 4:33 |
| 13.   | »Age of New Messiahs«          | Sotiris V.            | 4:17 |
| 59:48 |                                |                       |      |

## Zasluge
Septic Flesh
- Spiros A. – bas-gitara, vokali, ilustracije, naslovnica
- Sotiris V. – gitara, vokali
- Chris A. – gitara, semplovi
- Akis K. – bubnjevi

Ostalo osoblje
- Fredrik Nordström – produkcija, tonska obrada
- Chris Kissadjekian – fotografija
- Vangelis Rassias – fotografija